# آلبرتو کوردا
آلبرتو دیاز گوتیرز (به اسپانیایی: Alberto Díaz Gutiérrez) (زاده ۱۴ سپتامبر ۱۹۲۸ – درگذشت ۲۵ می ۲۰۰۱) که بیشتر آلبرتو کوردا یا مختصراً کوردا یاد می‌شود، عکاس کوبایی بود که بیشتر به واسطه عکس چریک مبارز قهرمان که از مارکسیست آرژانتینی ارنستو چه‌گوارا گرفته‌است، شناخته می‌شود.